# Галипољски Срби
Галипољски Срби (Галипољци, Бајрамичлије) су Срби који су за време Османског царства пресељени на Галипољско полуострво које се налази на северозападу данашње Турске.
Они су ту пресељени из данашње средишње Србије, највероватније из предела око Јагодине који се у њиховим причама помиње као стара постојбина. Вековима су се одржали у Тракији, иако нису имали додира са својом постојбином и сународницима Србима. Живели су у страном окружењу у два међусобно (неколико сати!) удаљена насеља: Бајрамич код Галипоља, под Сувом планином (тур. Kuru dağ) и Караџахалил код Малкаре. Срби из Караџе су се временом неминовно "погрчили". Разлог је био у томе што су се Срби морали у црквеном погледу одлучити за кога су: Бугаре или Грке. Пришли су грчкој јерархији, од које им је дошла грчка школа. Са грчким језиком у цркви и школи дошло је до одрођавања.
Пред балканске ратове у Бајрамичу је живело још 118 српских породица, које су мирно живеле бавећи се највише сточарством. Када је наступило несигурно време, смењивала се бугарска и турска власт, они су силом прилика 1914. године кренули из Бајрамича у Србију.
Најзаслужнији за буђење српске националне свести у Бајрамичу, био је "Босанац" Адем-ефендија, жандармеријски поручник, родом из Новог Пазара. Он је добио службу у том крају 1913. године, а како је његова жена говорила само српским језиком, настанили су се у Бајрамичу. Србин-муслиман их је наговарао да се као Срби, одселе у своју државу Србију, која је тада била просперитетна земља. Мештани су то радо прихватили, и убрзо послали делегацију у Цариград, која је требало да помоћу српског и руског конзула уреди њихово пресељење и добије пасоше за све исељенике. Делегацију села чинили су старци, муктар (сеоски кнез) Таса Ламбов, Андреја Ђурић Карађозов и Пандил Вуксичић. Све је било урађено, и сироти Срби су кренули на пут на Ђурђевдан 1914. године. Упутили су се у Галипоље, а одатле руским бродом до Солуна, где их је дочекао српски конзул и спровео до Скопља. По другом извору, били су задржани у Бугарској и 1915. пребачени у логор на Црном мору. На крају рата су се вратили у Бајрамич а за Краљевину СХС кренули крајем 1922, али су били задржавани од грчких власти.
Почетком 20. векa су се населили на простору данашње Северне Македоније око Пехчева. У мају 1914. насељено је 105 породица (376 људи) из једне српске оазе на Галипољу (села Бајрамић и Кара Ђал). Њима је дата земља у атару села Бунарџик у Скопском срезу, а чак им је пружена и новчана помоћ, будући да су били без икакве имовине јер су пострадали у рату.
Део вароши у Пехчеву где данас живе Галипољски Срби, становници Пехчева називају Кај Грците, што указује на простор одакле су се Галипољци доселили. На попису 2002. године 12 становника се изјаснило да су Срби. Иако македонизовани, прихватају језик нове средине, док стари Галипољски дијалект знају још само они најстарији, па ипак памте своје порекло али немају ниједну институцију која би их окупљала и омогућила да очувају национални идентитет. Као своју велику светињу чувају и данас икону Свете преподобне мученице Параскеве, коју су из Бајрамича понели, a данас је смештена у малој капели која је подигнута у дворишту куће 82-годишњег Атанаса Танча Галазова. Ту долазе и пале свеће за своје живе и мртве и моле се пред иконом коју сматрају за своју заштитницу и верују у њену чудотворну моћ. Кажу да не трпи стакло и да се оно разбијало при сваком покушају да се икона застакли. Списак старих презимена Галипољских Срба, као и она измењена под протекторатом комуниста, а као извор података послужио је телефонски именик Пехчева и разговори са потомцима Галипољаца. Нека од презимена су: Бабаликовић-Бабалаков, Галазовци-Галазов Галазовски, Димитријевић-Димитровски, Јанићијевић-Јанакиев, Јовановић-Јовановски, Марковић-Марковски,Лазаревић-Лазаров, Каналијовци-Каналијов, Каракашовци-Каракашов и Каратуковски, Каракостић-Каракостов ,Карађозовић-Караџолов, Коликовци-Коликов, Костовић-Костовски, Митровић-Митровски, Михајловић-Михајлов, Николић-Николовски, Павловић-Павлов, Пандевић-Пандов, Парасковић-Парасков, Пујић-Пујовски, Пулковци-Пулковски, Ставровић-Ставров, Стефановић-Стефановски, Тодорије-Тодоровски.
Значајни подаци забележени су и на гробљу у Пехчеву-где се види измена презимена са ић на ов/ев/ски/ик, али се виде и презимена преминулих Галипољаца која се на ић завршавају.

## Историја
Галипољски Срби живели су до балканских ратова на самом корену Галипољског полуострва под планином Куру Даг. Определивши се за Србију, после праве одисеје у првом светском рату, они су 1922. године насељени у Пехчеву у Македонији. У свом предању Галипољски Срби су сачували спомен на Јагодину као своју постојбину. Њихови преци, педесетак војника из околине Јагодине, доспело је у Тракију као робље. Заробљеници су најпре били тесачи у каменолому који је радио за Цариград; затим су насељени у селу Уч Дере, у коме су лепо живели све док га нису морали напустити због туркменских разбојника. Тада су разбегли у касабу Шарћој, у села Караџа и Агач и на читлук Бајрам Дере, на коме су основали село Бајрамич. Близу Бајрамича некад је постојало српско село Алаџа Дере, напуштено због "вештице";тако су они звали вампире. До краја су се одржали у два села: У Караџа Халилу, где су били на путу да се стопе са грчком већином, и у Бајрамичу, у коме су сачували свој језик, песме и свест о пореклу, мада су и ту све своје црквене обреде могли обављати једино на грчком. Њихова села била су раздвојена у два кадилука: Караџа Халил спадао је под Малкару у Тракији, а Бајрамич под Шарћој, касабу на европској обали Дарданела.
Постојала је још једна српска дијаспора у области Галипоља у 16. веку. У једном попису Галипоља из прве половине 16. века забележено 332 домаћинства изгнаника из Срема. Дефтер писан 1530. године први пут и јасно помиње тамошњу групацију насељеника под називом Невјерници прогнани из Сријема, који су султановом заповијешћу насељени у споменутим селима. Било је то у време султана Сулејмана Освајача (или по турски: Законодавца тј Kanuni), а реч је о дотад слабо насељеној области. У једном ферману кадији из Галипоља у вези са слањем жита у Цариград, у том ферману из 1560. године помиње се царски хас Сремски Изгнаници (тур. Sürgünan-i Srem). Галипољски Срби у Караџа Халилу и Бајрамичу чинили су последње остатке ове старе српске дијаспоре. И поред свог предања да потичу од ратних заробљеника из околине Јагодине, они су Миленку Филиповићу потврдили ранија казивања околних Бугара, по којима се српско село Бајрамич звало и Сургунћој. Из њихове колективне свести временом је ишчезло једино сећање на Срем. Царски хас Сремски Изганици био је почетком 1641. године муката (царско добро) одређена у оџаклук велике царске стаје, „као плата њеног старешине великог мирахора и слугу”.
Приход од десетака и осталих дажбина које припадају господару земље на овој мукати износио је 140.000 акчи. Муката је била под јурисдикцијом кадије Димотике. Годину дана касније, у саставу ове мукате помињу се два побуњена села, Кавакли и Срем. Покупљач џизије тада се жалио на рају ових села како, „мада од давнина своју џизију и испенжу даје поименце, сада тврди да плаћа 1.500 акчи одсеком”. Порта је пресудила на штету раје, позивајући се на дефтер у коме је нађено да раја „мукате Изганици са острва Срем” за џизију, плату побирача и њихове пратње даје по 3,5 златника на сваког поданика, а не одсеком. Ферман кадији Димотике гласио је да се раја не инати, него да и даље своју џизију плаћа на описани начин.
Почетком 1644. године харачлија је уложио нову притужбу, овог пута је једино против раје села Кавакли, па је кадији Димотике поново наређено да се џизија утера. Заповест је очито извршена на задовољство тужиоца који је после тога постигао да од 1. марта 1645. године буде постављен и за емина саме мукате. Дајући му берат на овај положај, Порта је поновила правило по коме муката Сремски Изгнаници с приходом од 140.300 акчи спада у оџаклук велике царске стаје. Из напред изложеног излази да је правни положај раје на мукати Сремски Изгнаници био неповољан: да је она и после читавог столећа проведеног у изгнанству имала статус неке врсте кажњеника.
На то указује начин палаћања џизије. Износ џизије овде је био исти као и у другим областима Паша-санџака (3,5 златника=400 акчи), али је њена тежина проистицала из чињеница да су је Сремски Изгнаници морали давати по мушкој глави (арап. ala-l-esami, поименице), а не на основу харачке куће (тур. hane), како је иначе било уобичајено. Како је џизија била основни данак немуслимана, тежина његон плаћања, у овом случају, наговештава да је дело предака Сремских Изгнаника сматрано огрешним о султана. Тврдећи да плаћају 1.500 акчи одсеком, Сремски Изгнаници настојали су да се по свом правном положају изједначе са румелијским војнуцума, особито откад је муката била везана за велику царску стају. Обавезе румелијских војнука подигнуте су на 1.504 акче управо у време ове побуне Сремских Изгнаника. Мада осујећена у овим својим настојањима, раја једне тако мале дијаспоре тешко да је просто измислила положај који би за њу значио велико растерећење. Џизију, свој најтежи редовни данак, раја је плаћала одсеком на вакуфским поседима.
До свог расапа 1715. године, муката Сремски Изганиници састојала се из пет села у два кадилука: Капиџи, Ехлудин, Кавакли и Срем у Димотики, у Уџ Евлер у Ипсали. Нека од ових села била су у 15. и 16. веку вакуфска. Село Ехлудин у Димотику помиње се 1523. године као мулк Махмуд-аге, азап-аге Бајазита II, али се у попису из времена Мурата III (1574-1595) више није налазио у саставу овог вакуфа. Калиџи-башин мулк имао је 1528-1530. године четири села и једно селиште, са 46 муслиманских и само једном хришћанском кућом крајем 16. века она су припадала имарету у Ергену (тур. Uzunköprü). О приливу раје у вакуфска села око Димотике има бележака из 1563. и 1568. године. Хришћани који су се тада насељавали на вакуфу султаније Девлетшах добијали су номадски статус хајмане, који су своју џизију плаћали одсеком. Треба поменути појаву села под именом Срем на вакуфу Пири Мехмед-паше у нахији Кизил Агач (Елхово), на Тунџи. Реч је о великом везиру Пири Мехмед-паши (1518—1523) који је учествовао у освајању Београда и пустошењу Срема, а чија је вакуф-нама потиче управо из 1521. године. Међутим, и средином 16. века, његовом вкуфу припадало је у Кизил Агачу једино село Доганлу.
Тек у време Мурата III (1574—1595), у међама овог села забележена су три нова села: 1. Срем; 2. Бугарин, друго име Данишмендов Бунар и 3. Грк, друго име Урум. У исто време, вакуфски приход, намењен, имарету Пири Мехмед-паше у Силврији, попео се од 3.600 на 26.377 акчи. Како је наведени попис датован у време владавине Мурата III, немогуће је разлучити да ли су ово село Срем на Тунџи основале баш избеглице са царског хаса Сремски Изгнаници, или, пак, робље дотерано из побуњеног Срема на самом почетку другог рата (1593—1606). Али, зато не треба сумњати и у разлог због кога је царски хас, који је 1560. године спадао под Галипољски, до 1640. стављен под кадилук Димотику одређен у оџаклук велике царске стаје. Разлог томе лежао је у бежању раје, у овом случају, из царских у вакуфска и војнучка села. Додуше, сасвим мало се зна о положају Сремских Изгнаника у 16. веку, кад је овај царски хас спадао под кадију Галипоља. У раније време, као и према пописима из 1519. и 1528-1530. године, Галипољски санџак имао је два кадилука, Галипоље и Малкару; у Галипољском кадилуку биле су још и нахије Еџе Овас и и Евреше (Урша), а у Малкари нахија Ибри. Почетком 17. века Галипољски санџак проширио се на нахије Кешан, Ђумулџину и Ипсалу. Димотика је, пак, увек спадала под Паша-санџак.
Међутим, пашњаци и сувати кадилука Димотике, који су припадали великој царској стаји, налазили су се добрим делом у кадилуку Малкари, што значи, у Галипољском санџаку. На пример, на захтев аге сувата у Димотики, године 1728. издат је ферман за протеривање имама Халила из села Балабана у Малкари;овај је годинама подстицао рају сувата на побуну и на тај начин спречавао да се убере приход који припада царском џепу. Царски суват у Малкари, то је планина Куру Даг, од које су све до балканских ратова живели и Галипољски Срби у Караџа Халилу и Бајрамичу, а наведени ферман показује да су и неки Сремски Изгнаници живели под Куру Дагом, иако су ишли на суд чак у Димотику. Даље вести о Сремским Изгнаницима сведоче о опадању и окоштавању ове мукате.
Средином 1701. године забележено је да је мукату од 1. марта 1695. држао Сеадет Гирај-султан, који у међувремену није положио никакав рачун о својој управи. Муката је вредела свега 58.400 акчи: 17.346 за службенике џамија и 41.054 за самог Сеадет Гираја. Господар Сремских Изгнаника био је у овим годинама великог рата најстарији син, војсковођа и наследник татарскох хана Селима Гираја, који је 1689. и 1690. године опустошио Србију, па би се очекивало да је власт Сеадет Гираја подразумевала и насељавање мукате робљем са ратишта. Али, више но преполовљени, приход мукате сведочи управо о супрутном: стара раја, која је преживела ратне несреће и дочекала ово татарско безвлашће, већином је побегла из места свог вековног изгнанства.
Зато је и речено да је Сеадет Гирај-султан овде владао без икаквог рачуна. До почетка 1716. године, приход мукате Сремски Изгнаници пао је на свега 40.400 акчи, па је у тој сразмери и део предвиђен за верске установе смањен на 7.695 акчи; остатак у износу од 32.705 акчи имао се враћати царској благајни. Пошто није положио закупнину за претходну годину, стари закупник је свргнут и избрисан из списка, а муката је продата у маликану (доживотни закуп) Мехмед-аги, емину за снабдевање царске кухиње дрвима.
Тек почетком 1719. године, овај ранији одун-емин Мехмед-ага учинио је један млак покушај да врати одбеглу рају у напред наведених пет села мукате Сремски Изгнаници. Закупник се жалио да је његова раја оставила своја села и одселила у друге кадилуке, ослањајући се на неке особе, и једино се по речима којима је захтевао да се бегунци присиле на повратак „у своју праву отаџбину“ наслућује да је он знао како су они кренули у потрагу за својим завичајем. Порта је његов захтев одобрила, уз опомену да се не сме силити на повратак рају која живи у другим местима дуже од десет година и која је већ уведена у царски дефтер. И, као што тужилац није именовао лица која су његову рају преселила, и Порта је ову заповест упутила кадијима Димотике и Ипсале, оставивши празнине на местима предвиђеним за кадилуке у којима се налазила одбегла раја. Опремљен таквим ферманом, у времену у коме су око раје у Србији вођене праве крваве битке, закупник Сремских Изгнаника није имао баш никаквих изгледа на успех. Али, како је у овом случају ипак најчудније то што је и на тај слаби покушај чекао пуне три године, наведени ферман за присилно враћање Сремских Изгнаника више делује као покриће за већ створено стање. После снижења из 1716, вредност мукате Сремски Изгнаници, упрскос инфлацији која се свуда испољавала у сталним повећањима, остала је иста све до 1812. године (40.400 акчи=25,5 гроша). Наступнина приликом њене продаје у маликану износила је 1729. године 1.450 гроша, а почев од 1731. и она је стала на 1.600 гроша. Муката је обично продавана по двојици мањих чиновника на Порти или на двору, који су у сваком случају имали могућности да се наплате за оно што су уложили. До 1812. године, муката је спадала под Димотику. Колико је дуго муката Сремски Изгнаници, макар и само симболично, постојала после наведене године, остаје непознато. Галипољски Срби, подељени између Малкаре и Ђарћоја, Срем нису ни поменули.
Села која спадају под мукату Јагодине, а не припадају Нишу, први пут се помињу у ферману од 9. новембра 1717. године, кад су и она, заједно са остацима расуте београдске благајне, после аустријског освајања Београда и северне Србије поверена нишком дефтердару Абдурахман-ефендији. У Нишу је 1718. године образована покрајинска благајна. На списку њених добара, одређених у оџаклук посаде Ниша, појавиле се нова муката Остатак Јагодине у Пироту, с приходом од 300 гроша, а изван оџаклука, и муката село Крагујевац у Пиротском кадилуку, а припада јагодинској мукати, од 200 гроша. Наредних двадесет година ова муката вођена је на исти, необичан, начин.После поновног освајања северне Србије и Београда, муката Остатак Јагодине у Пироту издвојена је из нишког оџаклука и од 1. марта 1742. године поверена београдском дефтердару. Муката је била продата у маликану, али њен закупац Ибрахим-ефендија није положио наступнину, па ју је султан 8. децембра 1742. године даровао старешини свога харема, кизлар-аги Хаџи Бешир-аги, за вакуф џамију коју је овај обновио у Београду. Том приликом, султан је наредио да се овом кизлар-агином темлику дода 200 гроша из овчарине Софије и 100 из овчарине Вучитрна - уз образложење да је приход мукате окрњен. Ферман о томе издат је 12. фебруара 1743. године, кад је састављен први списак обновљене београдске благајне. На том списку налазе се: муката Остатак Јагодине у Пироту угашена захваљјући кизлар-агином темлику, да би под истим именом, у Левчу, оживела муката Темлик у Јагодини. Из кизлар-агиних исправа сазнаје се да се муката Остатак Јагодине у Пироту чинила села: Крак, Топли Дол и Шести Габар, селиште Милатовац код Шестог Габра и селиште Ралиновац код села Звонице. Тај извод је узет и важећег дефтера са краја 16. века, тако да за стање ових насеља у првој половини 17. века нема никаквог значаја, али се из њега види да су сва наведена села и селишта и крајем 16. века припадала царским хасовима у Пиротској нахији. Царска села у Пиротској нахији чинила су једну мукату све до 1. марта 1695. године, кад је из ње издвојена нова муката Камик и Суково и продато у маликану Шатир Хусеин-аги из Дупнице. Емин пиротске мукате био је од 1692. године ајан Пирота Шарћојлу Ибрахим-ага, који ју је од 1. марта 1697. узео у маликану заједно са сином Мехмед-агом. У лето 1698, овај Шарћојлу Мехмед-ага купио је у маликану и мукату Камик и Суково и, на тај начин, поново загосподарио свим царским хасовима у Пиротској нахији. Кад је после карловачког мира одређен оџаклук градских посада на подручју београдске благајне, пиротска муката дата је посади Београда, а муката Камик и Суково посади Сврљига. После губитка Београда, остаци расуте београдске благајне поверени су нишком дефтердару већ у новембру 1717. године; тада се први пут помиње и муката Јагодин. Пре тога, у септембру 1717, султан је лично овластио ајана Пирота Бегли Али-агу да пресели пиротске муслимане из побуњене нахије на безбедније место. Кад је 1718. образована нишка благајна, пиротска муката остала је у њеном оквиру, али као маликана Бегли Али-аге. Стари јана Шарћојлу Мехмед-ага задржао је у маликану Камик и Суково, али тек пошто је изнова положио наступнину од 150 гроша. Нова муката Остатак Јагодине у Пироту подељена је између нишких ага и дефтердара: аге су добиле у оџаклук 300 гроша, а дефтердар је непосредно управљао селом Крагујевац с приходом од 200 гроша. У исто време, на источној периферији Ниша појавило се нво хришћанско предграђе Јагодин мала. На земљи нишке мукате у Јагодин-мали основао је читлук први нишки дефтердар Абдурахман-ефендија, који се и касније налазио на истој дужности у Нишу. Тај крај задржао је своје име и у потоње време, али његови становници више нису знали да кажу због чега је он баш тако прозван. Од села која су некад чинила мукату Остатак Јагодине у Пироту, одржала су се она која нису била потпуно сатрвена у одмаздама 1689-1690. године: Топли Дол под Старом планином и Шести Габар на Сврљишком Тимоку. Старо село Звоница, које се крајем 16. века граничило с касније разореним манастиром Св. Јована Претеч у јерми, под Гребен планином, временом је обновљено западније, као село Звонце. Као једини траг мукате Остатак Јагодине остао је Крагујевац, вис на Тепошу под Видличем, који упућује и на приближан положај ишчезлог села Крак. Сва ова села, разбацана на четири стране Пиротске нахије, била су у беспутним планинама. Стога околност да је баш у њима смештена нова муката остатак Јагодине изазива чуђење, које се само повећава с обзиром на чињеницу да је царским хасовима, припадала већина села у Пиротском пољу, укључујући и сам Пирот. Јагодина је увек била царски хас, и муката. Али, та муката састојала се искључиво од варошких прихода саме Јагодине, није имала никаквих села ни у Левчу, а камоли по врлетима Пиротске нахије. Може се допустити да је царска ордија после пораза на Екмеклуку, у свом безглавом бекству према Софији, ипак повукла извесно робље из Левча и Лепенице. У јесен 1717. године Порта је свим средствима настојала да све аустријска освајања у Србији на Београд са околином. Око 20. септембра издата је велика султанова повеља, пуна обећања, упућена раји почев од Берковице па све до ушћа Мораве. Она је поновљена за нишко подручје почетком новембра 1717, кад се први пут помињу и села мукате Јагодин. Из тога излази да је оснивање мукате Остатак Јагодине у Пироту било саставни део тог општег опроштоја. Државна благајна имала је од тога само корсити. Оштећен је био једино Шарћојлу Мехмед-ага, који је са пиротским мукатом изгубио и уносни положај ајана Пирота. Тиме је откривен главни виновник за пресељење Сремских Изгнаника почев од 1695. до 1716. године. Његов супарник, Бошњак Бегли Али-ага, био је срећније руке: они које је он одвео на мукате Стари Влах и Власи Препоља и Ташлиџе, ван домашаја гонитеља, слободно су основали два села под именом Калипоље. Заштитну форму, села која спадају под мукату јагодин, а припадају Нишу пронашао је извршилац фермана од 9. новембра 1717. године, нишки дефтердар Абдурахман-ефендија. Пре него што је постављен за дефтердара нове покрајинске благајне у Нишу, Абдурахман-ефендија био је од 1715. године емин великог царског хаса који је тада основан на место привремено укинутих румелијски војнука. радећи на порабоћивањеу војнука управо у време кад је забележено последње расуло мукате Сремски Изгнаници, Абдурахман-ефендија је упознао прилике у Паша-санџаку, где су се налазили војнуци у пиротској нахији, као и они у Димотики. Касније је дефтердар Абдурахман син Хусеина све своје некретнине у Нишу, међу њима и читлук у Јагодин-махали, завештао својим ослобођеним робовима. Ако је дефтердар Абдурахман био син Хусеин-аге из Дупнице, за кога је 1695. године образована муката Камим и Суково, он је старе рачуне са Шарћојлу Мехмед-агом израврано тек оснивањем мукате Остатак Јагодине.
Муката Остатак Јагодине у Пироту распала се већ на почетку аустро-турског рата 1737-1739. године, чим су Аустријанци заузели Ниш и упутили параћинског капетана Косту према Пироту, пиротска раја истерала је Турке из своје нахије и са хиљаду устаника запосела кланац на Драгоману. Турски продор из Софије почео је у септембру 1737. покољем ових устаника, а појединачне истраге и одмазде забрањене су тек у јуну 1738. године. У таквим околностима, становништво Пиротске нахије распрснуло се на све стране и кренуло за Аустријанцима у другу сеобу Срба. Народ који је у овом рату прешао на аустријску територију помилован је у септембру 1740. године. Ферман о помиловању гласио је да се раја која је за време рата прешла у Каршију (Преко) може слободно вратити на своја огњишта, почев од Београда па све до Софије. Помиловање је тако обухватило и раније устанике из Пиротске нахије. Сам ферман објављен је у тренутку у коме је Београд практично био без мухафиза. Сераскер Али-паша већ је био наименован за валију Шама и предводника хаџија и само је опомињан да без одлагања крене на Галипоље, како би на време преузео нову дужност; нови мухафиз Београда, румелијски валија Ахмед-паша, пожуриван је у исто време да дође из Софије. У освојеним областима трајао је попис, па их је као царски хас држао београдски дефтердар Ахмед-ефендија, који је 1739. године премештен из Ниша у Београд. Дефтердар Ахмед син Ибрахима, несуђеног закупца мукате Остатак Јагодине у Пироту, опозван је из Београд око 10. фебруара 1741, а већ крајем фебруара и почетком марта били су на Порти и наследници раје коју је побио и опљачкао ранији мухафиз Јагодине Дели Хасан-паша Суљобашић из Лесковца. Порта је наредила да се они са својим крвником суоче у Београду. У исто време, она је пожуривала своје пописнике да заврше с пописом левог крила смедеревског санџака-нахија западно од Велике Мораве. Новим пописом, завршеним средином 1741. године, царским хасовима у смедерсвском саџнаку враћена је група села у Левчу, која је у претходном столећу припадала вакуфу великог везира Мехмед-паше Соколовића. То су била села: Горњи Драгоњић, "а зову га и Обрш"; Бачина; Брајац, друго име Катун; Долњи Поточац с Манастиром; пусто село Бабин Дол; пусто село Варварин са селиштем Вранково. У овим селима пописана су 84 од укупно 390 поданика у 37 Левча, где је забележено још 160 пустих села, селишта и манастира. Ова села припадала су у 17. веку великом везиру Лала Мехмед-паши Соколовићу (1604—1606), братучеду славног Мехмед-паше Соколовића Високог. Лала Мехмед-паша добио их је 1605. године, кад је поново освојио Острогон (изгубљен 1595). Његов син Мехмед-бег Соколовић спорио се 1664-1665. године са агама Столног Београда око начина убирања џизије у тих осам места у Јагодинском кадилуку. Села новог царског хаса у Левчу нису припојена старој мукати Јагодина, него су у први списак обновљене београдске благајне 1. марта 1743. године ушла као нова муката Темлик у Јагодини. Ту је речено да је ову мукату претходне године држао београдски дефтердар и да је њена стара вредност приликом продаје у маликану повећана од 300 на 400 гроша. У ствари, ове речи односе се на мукату Остатак Јагодине у Пироту, угашену благодарећи моћном кизлар-аги. Вакуфаским селима Лала Мехмед-паше дефтердар је управљао као и свим осталим освојеним областима, а нова муката Темлик у Јагодини образована је од њих тек 1. марта 1741. године Муката Темлик у Јагодини постала је језгро кнежине Темнић. У своме опису 46 села између Велике Мораве и Јухора, која спадају у Темнић, Станоје Мијатовић је утврдио "Прави Темнић је Варварин са селима Горњи и Доњи Катун, Бачина, Маскара и Обреж. Данашњи Темнић, то је срез темнићски."
Сремски изгнаници који су до 1715. године приспели у околину Пирота, а затим у Ниш, званично су важили као Јагодинци и Крагујевчани. Они су овде могли остати једино под другим именом, без сумње, због тога што је стара одлука о њиховом изгнанству била неопозива. После београдског мира, Порта је доста учинила да их насели у тешко запустелом Левчу, па су се и они сами лако могли представити као староседеоци, изробљени у погубним ратовима с краја 17. и 18. века. Одисеја Сремских Изгнаника, који су се два столећа раније одважили на бекство у Србију, оставила је трага у памћењу Галипољских Срба, само што се оно-због исхода самог догађаја-преселило у њихов сан о Јагодини као давно изгубљеном завичају. Некадашње знање о пресељењу сремских изгнаника у околину Пирота одаје једна песма Галипољских Срба у којој се у особитом контексту помиње Стара планина. То је жалосна историја о Стојану, кога је у незнању и слепој похлепи, убила рођена мајка. Стојан се вратио кући измењен и обогаћен, са силним благом, многим слугама, џелепима волова и стадима оваца, пошто је провео девет година у печалби у Старој планини.„” Пустошење Темнића повезано је у предању његовић житела с најездом Татара, а једна коса на Јухору прозвана је Татарна—по Татарину који је уграбио заспалу девојку Ружу. О Татарину на коњу и заспалој девојци, коју је мајка будила, постојала је и песма у препричана у продужетку: „Диг`се, Ружо, у зао час заспала!”. У овој темнићкој песми могу се уочити позајмице из две песме Галипољских Срба, које су крстоноше певале на повратку са литије на други дан Васкрса. Прва је песма о кићеној девојци: „Игра коло Рајаново, / У колу Мара и Ружа;" друга је о заспалој девојци: "Заспала ми је Маргита / На мајкино десно криоце, / Та је мајка будијаше: / "Диг` се, диг` се Маргито, / Да се крсти износу”...”.

## Говор
Њихова удаљеност од главнине српског народа, утицала је на специфичан развој, како њиховог језика у специфичан дијалекат, тако и њихових народних обичаја.
Као илустрација специфичности њиховог говора може послужити пословица „Ко другоме јаму копа, сам у њу падне“ која код њих гласи:
- „Ко копа туђ гроп, он сам падне у гробу.“